# Carpitalpa arendsi
Carpitalpa arendsi is een zoogdier uit de familie van de goudmollen (Chrysochloridae). De wetenschappelijke naam van de soort werd voor het eerst geldig gepubliceerd door Bengt Lundholm in 1955. Het is de enige soort uit het geslacht Carpitalpa.

## Voorkomen
De soort komt voor in oostelijk Zimbabwe en aangrenzend Mozambique.